# Paranoia (rollspel)
Paranoia är ett amerikanskt humoristiskt rollspel som utspelas i en dystopisk framtid liknande de i 1984, Brazil, Du sköna nya värld och Flykten från framtiden. Spelet är full av svart humor och skrivet på ett komiskt vis istället för att vara mörkt och tungt. Spelet utspelas i Alpha Complex (ungefär "Anläggning Alfa" på svenska) – en enorm och futuristisk stad som kontrolleras av en schizofren dator kallad The Computer (sv: "Datorn"). Datorn har instiftat att lycka är obligatoriskt – att inte vara lycklig bestraffas med omgående avrättning.
Datorn är rädd för flera hot mot sitt "perfekta" samhälle, som till exempel det som finns utomhus och hemliga sällskap (speciellt kommunister). Ironiskt nog är alla Alpha Complex invånare mutanter och medlemmar av hemliga sällskap. För att hantera dessa hot använder datorn sig av så kallade Troubleshooters (ungefär "problemjägare" på svenska) vars jobb är att lösa problem – de letar upp problem och skjuter dem. Många gånger handlar det om att identifiera och likvidera mutanter och medlemmar av hemliga sällskap. Rollpersonerna agerar normalt sett som Troubleshooters. Senare moduler till spelet tillåter andra roller för rollpersonerna. Rollpersonerna är ständiga förrädare av den sort som datorn räds. De ges ofta obegripliga eller motsägelsefulla uppdrag, samt tilldelas farliga eller experimentella och futuristiska elektronikprylar. De får även ofta uppdrag från sina hemliga sällskap. Äventyr i Paranoia slutar vanligtvis med att rollpersonerna dör.

## Utgivning
Paranoia har publicerats sedan 1984 i fyra olika utgåvor. 1995 publicerades den femte utgåvan trots att den senaste var den andra utgåvan. Hoppet mellan den andra och den "femte" utgåvan var ett skämt och ingen tredje eller fjärde utgåva släpptes någonsin. Under GenCon 1997 ställde West End Games ut sidor från en Long Lost Third Edition (ungefär den länge förlorade tredje utgåvan), men utgåvan publicerades aldrig. Ett ensamt äventyr har kommit fram som var tänkt att släppas efter den tredje utgåvans publikation. Äventyret innehåller en sammanfattad version av tredje utgåvans regelsystem.

### Första utgåvan
Första utgåvan (ISBN 0-87431-025-3) – skriven av Greg Costikyan, Dan Gelber och Eric Goldberg – publicerades 1984 av West End Games. 1985 vann spelet Origins Award för bästa rollspel 1984. Den här utgåvan uppmuntrade till en mörk humor men hade även en tämligen allvarlig dystopisk ton. Supplement och äventyr som släpptes efteråt betonade en ljusare sida och inrättade en mix av slapstick, förräderi inom gruppen och satir som klassiskt sett är förknippade med spelet Paranoia.

### Andra utgåvan
Andra utgåvan (ISBN 0-87431-018-0) – skriven av Greg Costikyan, Dan Gelber, Eric Goldberg, Ken Rolston och Paul Murphy – publicerades 1989 av West End Games. Utgåvan kan ses som ett svar till den naturliga utvecklingen av regellätta, snabba och underhållande spelstilen. De humoristiska möjligheterna för livet i en paranoid dystopi betonades och reglerna förenklades betydligt mot den första utgåvan.

### Femte utgåvan
"Femte utgåvan" (ISBN 0-87431-171-3) publicerades 1995 av West End Games. Den har efteråt förklarats av författarna till den nuvarande utgåvan som en produkt som inte borde ha publicerats på grund av dess dåliga kommersiella och kritiska mottagande. Nästa ingen från den ursprungliga redaktionen var inblandade och böckerna i produktlinjen fokuserade mindre på den mörka humorn och det förtryckande sinnelaget i Alpha. Istället fokuserade den på billiga populärkulturella parodier som till exempel parodin på Vampire: The Masquerade.

### Paranoia XP
"Paranoia XP" (ISBN 1-904854-26-5) – skriven av Allen Varney, Aaron Allston, Paul Baldowski, Beth Fischi, Dan Curtis Johnson och Greg Costikyan – publicerades 2004 av Mongoose Publishing. 2005 begärde Microsoft att XP skulle tas bort från namnet, vilket gjordes och namnet förkortades till bara Paranoia. Utgåvan har mottagits varmare och har även åtnjutit en bättre försäljning än föregående utgåva.